# Manchester City Women's Football Club 2020-2021
Questa voce raccoglie le informazioni riguardanti il Manchester City Women's Football Club nelle competizioni ufficiali della stagione 2020-2021.

## Stagione
La stagione 2020-21 è partita con la nomina di Gareth Taylor come nuovo allenatore della squadra. Nella prima partita ufficiale della stagione, il 29 agosto 2020, il Manchester City ha perso la Community Shield contro il Chelsea, trofeo che tornava a disputarsi dopo dodici anni, seppur a porte chiuse a causa delle restrizioni legate alla pandemia di COVID-19.
Il campionato di FA Women's Super League è stato concluso per il quinto anno consecutivo al secondo posto con 55 punti conquistati in 22 giornate, frutto di 17 vittorie, 4 pareggi e una sola sconfitta, ottenendo la qualificazione all'UEFA Women's Champions League.
La FA Women's Cup ha subito una riprogrammazione a causa delle restrizioni legate alla pandemia; infatti, il quarto turno è stato disputato nel mese di aprile 2021, venendo poi completata nell'autunno successivo. La squadra, che era partita dal quarto turno, è arrivata in semifinale, dove è stata eliminata dal Chelsea, vittorioso 3-0. In FA Women's League Cup, dopo aver superato la fase a gruppi come vincitore del proprio raggruppamento, il City è stato eliminato ai quarti di finale dal Chelsea dopo i tempi supplementari.
In UEFA Women's Champions League il City è partito dai sedicesimi di finale, dove ha eliminato le svedesi del Kopparbergs/Göteborg, vincendo 2-1 in trasferta e 3-0 in casa. Agli ottavi di finale il City ha eliminato le italiane della Fiorentina, vincendo 3-0 in casa e 5-0 a Firenze. Ai quarti di finale è giunta l'eliminazione contro le spagnole del Barcellona, vittoriose in casa per 3-0, mentre il City ha vinto il ritorno in casa per 2-1.

## Maglie e sponsor
Le tenute di gioco solo le stesse adottate dal Manchester City maschile.
| Casa | Trasferta | Terza divisa |

## Rosa
| N. |                        | Ruolo | Calciatrice               |
| -- | ---------------------- | ----- | ------------------------- |
| 1  | Inghilterra (bandiera) | P     | Karen Bardsley            |
| 2  | Inghilterra (bandiera) | D     | Aoife Mannion             |
| 3  | Inghilterra (bandiera) | D     | Demi Stokes               |
| 4  | Inghilterra (bandiera) | D     | Gemma Bonner              |
| 5  | Irlanda (bandiera)     | D     | Megan Campbell            |
| 6  | Inghilterra (bandiera) | D     | Steph Houghton (capitano) |
| 7  | Inghilterra (bandiera) | C     | Laura Coombs              |
| 8  | Inghilterra (bandiera) | C     | Jill Scott                |
| 9  | Inghilterra (bandiera) | A     | Chloe Kelly               |
| 10 | Inghilterra (bandiera) | A     | Georgia Stanway           |
| 11 | Canada (bandiera)      | A     | Janine Beckie             |
| 12 | Irlanda (bandiera)     | C     | Tyler Toland              |
| 13 | Stati Uniti (bandiera) | D     | Abby Dahlkemper           |
| 14 | Inghilterra (bandiera) | D     | Esme Morgan               |

| N. |                        | Ruolo | Calciatore      |
| -- | ---------------------- | ----- | --------------- |
| 15 | Inghilterra (bandiera) | A     | Lauren Hemp     |
| 16 | Inghilterra (bandiera) | A     | Jessica Park    |
| 18 | Inghilterra (bandiera) | A     | Ellen White     |
| 19 | Scozia (bandiera)      | C     | Caroline Weir   |
| 20 | Inghilterra (bandiera) | D     | Lucy Bronze     |
| 21 | Stati Uniti (bandiera) | C     | Rose Lavelle    |
| 22 | Stati Uniti (bandiera) | C     | Samantha Mewis  |
| 24 | Inghilterra (bandiera) | C     | Keira Walsh     |
| 26 | Inghilterra (bandiera) | P     | Ellie Roebuck   |
| 27 | Inghilterra (bandiera) | D     | Alex Greenwood  |
| 34 | Francia (bandiera)     | P     | Karima Benameur |
| 36 | Inghilterra (bandiera) | D     | Alicia Window   |
| 39 | Inghilterra (bandiera) | C     | Millie Davies   |

## Calciomercato

### Sessione estiva
| Acquisti | Acquisti       | Acquisti            | Acquisti      |
| R.       | Nome           | da                  | Modalità      |
| -------- | -------------- | ------------------- | ------------- |
| D        | Lucy Bronze    | Olympique Lione     | [ 13 ]        |
| D        | Alex Greenwood | Olympique Lione     | [ 14 ]        |
| D        | Esme Morgan    | Everton             | fine prestito |
| C        | Rose Lavelle   | OL Reign            | [ 15 ]        |
| C        | Samantha Mewis | N. Carolina Courage | [ 16 ]        |
| A        | Chloe Kelly    | Everton             | [ 17 ]        |

| Cessioni | Cessioni        | Cessioni        | Cessioni |
| R.       | Nome            | a               | Modalità |
| -------- | --------------- | --------------- | -------- |
| D        | Matilde Fidalgo | Benfica         | [ 18 ]   |
| C        | Emma Bissel     | Bristol City    | [ 19 ]   |
| C        | Tyler Toland    | Glasgow City    | prestito |
| A        | Pauline Bremer  | Wolfsburg       | [ 21 ]   |
| A        | Lee Geum-min    | Brighton & Hove | prestito |
| A        | Tessa Wullaert  | Anderlecht      | [ 23 ]   |

### Sessione invernale
| Acquisti | Acquisti        | Acquisti            | Acquisti |
| R.       | Nome            | da                  | Modalità |
| -------- | --------------- | ------------------- | -------- |
| D        | Abby Dahlkemper | N. Carolina Courage | [ 24 ]   |

| Cessioni | Cessioni       | Cessioni          | Cessioni |
| R.       | Nome           | a                 | Modalità |
| -------- | -------------- | ----------------- | -------- |
| P        | Karen Bardsley | OL Reign          | prestito |
| D        | Gemma Bonner   | Racing Louisville | [ 26 ]   |
| C        | Jill Scott     | Everton           | prestito |

## Risultati

### FA Women's Super League

#### Girone di andata
| Arbitro: | Byrne |

|  |           |                 |
|  | Marcatori | 6’, 21’ Stanway |

| Manchester 13 settembre 2020, ore 14:00 UTC+1 2ª giornata | Manchester City | 0 – 0 referto | Brighton & Hove | Manchester City Academy Stadium\| Arbitro: \| Conley \| |
| Arbitro:                                                  | Conley          |               |                 |                                                         |

| Arbitro: | Pearson |

|                                           |           |            |
| Kelly 33’, 51’ (rig.) Mewis 53’ White 68’ | Marcatori | 80’ Filbey |

| Arbitro: | Welch |

|                                      |           |                  |
| Mjelde 36’ (rig.) Kerr 57’ Kirby 79’ | Marcatori | 73’ (rig.) Kelly |

| Arbitro: | Yianni |

|             |           |           |
| Eikeland 3’ | Marcatori | 56’ Mewis |

| Arbitro: | Hattersley |

|                                                                                          |           |            |
| Baggaley 9’ (aut.) Coombs 39’ Walsh 42’ Bronze 43’ Stanway 48’ White 58’, 85’ Beckie 81’ | Marcatori | 11’ Salmon |

| Arbitro: | Fearn |

|                      |           |                       |
| Heath 54’ Hanson 74’ | Marcatori | 8’ Kelly 45+1’ Coombs |

| Arbitro: | Pearson |

|  |           |                                   |
|  | Marcatori | 25’ White 26’ Bonner 45+2’ Beckie |

| Arbitro: | Heaslip |

|                      |           |            |
| Mewis 30’ Weir 90+4’ | Marcatori | 3’ Miedema |

| Arbitro: | Conley |

|  |           |                                  |
|  | Marcatori | 40’, 52’ Mewis 53’ Hemp 66’ Weir |

| Arbitro: | Simms |

|                                           |           |  |
| Weir 9’ Stanway 39’ White 64’ Lavelle 71’ | Marcatori |  |

#### Girone di ritorno
| Arbitro: | Fearn |

|                                                                         |           |  |
| Hemp 2’, 38’ Scott 17’ Stanway 31’ Haigh 40’ (aut.) White 45’ Kelly 79’ | Marcatori |  |

| Arbitro: | Benn |

|             |           |                                                                |
| Jarrett 69’ | Marcatori | 12’, 16’ Weir 41’, 61’ Houghton 58’ White 73’ Kelly 77’ Beckie |

| Arbitro: | Dowle |

|           |           |                    |
| Foord 57’ | Marcatori | 24’ White 79’ Hemp |

| Arbitro: | Byrne |

|                              |           |  |
| Bronze 23’ Hemp 71’ Weir 84’ | Marcatori |  |

| Arbitro: | Garratt |

|           |           |  |
| Walsh 81’ | Marcatori |  |

| Arbitro: | Jackson |

|  |           |                              |
|  | Marcatori | 12’ Weir 30’ White 89’ Mewis |

| Arbitro: | Pearson |

|           |           |  |
| Kelly 87’ | Marcatori |  |

| Arbitro: | Fearn |

|  |           |                                       |
|  | Marcatori | 5’ (aut.) Spencer 38’ Beckie 61’ Weir |

| Arbitro: | Welch |

|                    |           |                            |
| Kelly 29’ Hemp 74’ | Marcatori | 25’ Kerr 34’ (rig.) Harder |

| Arbitro: | Heaslip |

|                                       |           |  |
| Kelly 10’, 23’ Morgan 85’ Mewis 90+4’ | Marcatori |  |

| Arbitro: | Dowle |

|  |           |           |
|  | Marcatori | 75’ White |

### FA Women's Cup
| Manchester 17 aprile 2021, ore 13:00 UTC+1 Quarto turno                                                      | Manchester City | 8 – 0 referto | Aston Villa | Manchester City Academy Stadium |
| \| \| \| \| \| Kelly 16’, 41’, 84’ White 34’ Beckie 50’ Stanway 59’ Lavelle 72’ Mewis 90’ \| Marcatori \| \| |                 |               |             |                                 |
| |                 |               |             |                                 |
| Kelly 16’, 41’, 84’ White 34’ Beckie 50’ Stanway 59’ Lavelle 72’ Mewis 90’                                   | Marcatori       |               |             |                                 |

| Manchester 16 maggio 2021, ore 14:00 UTC+0 Quinto turno                                              | Manchester City | 5 – 1 referto | West Ham | Manchester City Academy Stadium |
| \| \| \| \| \| White 15’ Beckie 39’ Lavelle 74’ Mewis 90+2’ Hemp 90+4’ \| Marcatori \| 17’ Denton \| |                 |               |          |                                 |
| |                 |               |          |                                 |
| White 15’ Beckie 39’ Lavelle 74’ Mewis 90+2’ Hemp 90+4’                                              | Marcatori       | 17’ Denton    |          |                                 |

| Arbitro: | May |

|                                                                  |           |  |
| Shaw 46’, 61’, 85’ Losada 53’ Greenwood 71’ (rig.) Angeldahl 88’ | Marcatori |  |

| Arbitro: | Welch |

|  |           |                                      |
|  | Marcatori | 23’ Cuthbert 28’ Leupolz 89’ England |

### FA Women's League Cup

#### Fase a gruppi
| Arbitro: | Mather |

|                                  |           |            |
| Lavelle 51’ Kelly 76’ Park 90+2’ | Marcatori | 20’ Turner |

| Arbitro: | Garratt |

|  |           |                                   |
|  | Marcatori | 42’ Coombs 52’ Lavelle 90+2’ Park |

| Arbitro: | Conley |

|  |                      |  |
|  | Tiri di rigore 4 – 3 |  |

#### Fase a eliminazione diretta
| Arbitro: | Watkins |

|                    |           |                                               |
| Kelly 52’ Hemp 85’ | Marcatori | 43’ Leupolz 89’ Charles 95’ Reiten 105’ Ingle |

### FA Women's Community Shield
| Arbitro: | Welch |

|                           |           |  |
| Bright 66’ Cuthbert 90+1’ | Marcatori |  |

### UEFA Women's Champions League
| Arbitro: | Adámková |

|             |           |                       |
| Bøe Risa 2’ | Marcatori | 41’ Stanway 76’ Mewis |

| Arbitro: | Kulcsár |

|                           |           |  |
| Hemp 37’ Stanway 65’, 68’ | Marcatori |  |

| Arbitro: | Mularczyk |

|                            |           |  |
| Hemp 2’ White 4’ Mewis 89’ | Marcatori |  |

| Arbitro: | Staubli |

|  |           |                                              |
|  | Marcatori | 9’, 32’ White 18’ (rig.) Weir 60’, 79’ Mewis |

| Arbitro: | Olofsson |

|                                              |           |  |
| Oshoala 35’ Caldentey 53’ (rig.) Hermoso 86’ | Marcatori |  |

| Arbitro: | Mularczyk |

|                             |           |             |
| Beckie 20’ Mewis 68’ (rig.) | Marcatori | 59’ Oshoala |

## Statistiche

### Statistiche di squadra
| Competizione                  | Punti | In casa | In casa | In casa | In casa | In casa | In casa | In trasferta | In trasferta | In trasferta | In trasferta | In trasferta | In trasferta | Totale | Totale | Totale | Totale | Totale | Totale | DR  |
| Competizione                  | Punti | G       | V       | N       | P       | Gf      | Gs      | G            | V            | N            | P            | Gf           | Gs           | G      | V      | N      | P      | Gf     | Gs     | DR  |
| ----------------------------- | ----- | ------- | ------- | ------- | ------- | ------- | ------- | ------------ | ------------ | ------------ | ------------ | ------------ | ------------ | ------ | ------ | ------ | ------ | ------ | ------ | --- |
| FA Women's Super League       | 55    | 11      | 9       | 2       | 0       | 36      | 5       | 11           | 8            | 2            | 1            | 29           | 8            | 22     | 17     | 4      | 1      | 65     | 13     | +52 |
| FA Women's Cup                | -     | 4       | 3       | 0       | 1       | 19      | 4       | 0            | 0            | 0            | 0            | 0            | 0            | 4      | 3      | 0      | 1      | 19     | 4      | +15 |
| FA Women's League Cup         | -     | 2       | 1       | 0       | 1       | 5       | 5       | 2            | 1            | 1            | 0            | 3            | 0            | 4      | 2      | 1      | 1      | 8      | 5      | +3  |
| FA Women's Community Shield   | -     | -       | -       | -       | -       | -       | -       | -            | -            | -            | -            | -            | -            | 1      | 0      | 0      | 1      | 0      | 2      | -2  |
| UEFA Women's Champions League | -     | 3       | 3       | 0       | 0       | 8       | 1       | 3            | 2            | 0            | 1            | 7            | 4            | 6      | 5      | 0      | 1      | 15     | 5      | +10 |
| Totale                        | -     | 20      | 16      | 2       | 2       | 68      | 15      | 16           | 11           | 3            | 2            | 39           | 12           | 37     | 27     | 5      | 5      | 107    | 29     | +78 |

### Andamento in campionato
| Giornata  | 1 | 2 | 3 | 4 | 5 | 6 | 7 | 8 | 9 | 10 | 11 | 12 | 13 | 14 | 15 | 16 | 17 | 18 | 19 | 20 | 21 | 22 |
| --------- | - | - | - | - | - | - | - | - | - | -- | -- | -- | -- | -- | -- | -- | -- | -- | -- | -- | -- | -- |
| Luogo     | T | C | C | T | T | C | T | T | C | T  | C  | C  | T  | T  | C  | C  | T  | C  | T  | C  | C  | T  |
| Risultato | V | N | V | P | N | V | N | V | V | V  | V  | V  | V  | V  | V  | V  | V  | V  | V  | N  | V  | V  |
| Posizione | 1 | 6 | 5 | 5 | 5 | 5 | 5 | 4 | 4 | 4  | 4  | 3  | 3  | 2  | 2  | 2  | 2  | 2  | 2  | 2  | 2  | 2  |

Legenda:

Luogo: C = Casa; T = Trasferta. Risultato: V = Vittoria; N = Pareggio; P = Sconfitta.

### Statistiche delle giocatrici
| Giocatore     | FA Women's Super League | FA Women's Super League | FA Women's Super League | FA Women's Super League | FA Women's Cup | FA Women's Cup | FA Women's Cup | FA Women's Cup | FA Women's League Cup | FA Women's League Cup | FA Women's League Cup | FA Women's League Cup | UEFA Women's Champions League | UEFA Women's Champions League | UEFA Women's Champions League | UEFA Women's Champions League | Totale   | Totale | Totale      | Totale     |
| Giocatore     | Presenze                | Reti                    | Ammonizioni             | Espulsioni              | Presenze       | Reti           | Ammonizioni    | Espulsioni     | Presenze              | Reti                  | Ammonizioni           | Espulsioni            | Presenze                      | Reti                          | Ammonizioni                   | Espulsioni                    | Presenze | Reti   | Ammonizioni | Espulsioni |
| ------------- | ----------------------- | ----------------------- | ----------------------- | ----------------------- | -------------- | -------------- | -------------- | -------------- | --------------------- | --------------------- | --------------------- | --------------------- | ----------------------------- | ----------------------------- | ----------------------------- | ----------------------------- | -------- | ------ | ----------- | ---------- |
| F. Angeldahl  | -                       | -                       | -                       | -                       | 1              | 1              | 0              | 0              | -                     | -                     | -                     | -                     | -                             | -                             | -                             | -                             | 1        | 1      | 0           | 0          |
| K. Bardsley   | 1                       | 0                       | 0                       | 0                       | -              | -              | -              | -              | 4                     | -5                    | 0                     | 0                     | 0                             | 0                             | 0                             | 0                             | 5        | -5     | 0           | 0          |
| J. Beckie     | 14                      | 4                       | 0                       | 0                       | 4              | 2              | 0              | 0              | 4                     | 0                     | 0                     | 0                     | 4                             | 1                             | 0                             | 0                             | 26       | 7      | 0           | 0          |
| K. Benameur   | 1                       | 0                       | 0                       | 0                       | 3              | -4             | 0              | 0              | 0                     | 0                     | 0                     | 0                     | 1                             | 0                             | 0                             | 0                             | 5        | -4     | 0           | 0          |
| G. Bonner     | 6                       | 1                       | 0                       | 0                       | -              | -              | -              | -              | 2                     | 0                     | 0                     | 0                     | 1                             | 0                             | 0                             | 0                             | 9        | 1      | 0           | 0          |
| L. Bronze     | 18                      | 2                       | 2                       | 0                       | 2              | 0              | 0              | 0              | 3                     | 0                     | 0                     | 0                     | 5                             | 0                             | 0                             | 0                             | 28       | 2      | 2           | 0          |
| M. Campbell   | -                       | -                       | -                       | -                       | -              | -              | -              | -              | 0                     | 0                     | 0                     | 0                     | -                             | -                             | -                             | -                             | 0        | 0      | 0           | 0          |
| L. Coombs     | 13                      | 2                       | 0                       | 0                       | 4              | 0              | 0              | 0              | 3                     | 1                     | 0                     | 0                     | 5                             | 0                             | 0                             | 0                             | 25       | 3      | 0           | 0          |
| A. Dahlkemper | 8                       | 0                       | 0                       | 0                       | 1              | 0              | 0              | 0              | -                     | -                     | -                     | -                     | 4                             | 0                             | 1                             | 0                             | 13       | 0      | 1           | 0          |
| M. Davies     | 4                       | 0                       | 0                       | 0                       | 0              | 0              | 0              | 0              | 0                     | 0                     | 0                     | 0                     | 1                             | 0                             | 0                             | 0                             | 5        | 0      | 0           | 0          |
| A. Greenwood  | 18                      | 0                       | 3                       | 0                       | 4              | 1              | 0              | 0              | 4                     | 0                     | 0                     | 0                     | 6                             | 0                             | 0                             | 0                             | 32       | 1      | 3           | 0          |
| L. Hemp       | 15                      | 6                       | 0                       | 0                       | 4              | 1              | 0              | 0              | 1                     | 1                     | 0                     | 0                     | 4                             | 2                             | 0                             | 0                             | 24       | 10     | 0           | 0          |
| S. Houghton   | 16                      | 2                       | 0                       | 0                       | -              | -              | -              | -              | 3                     | 0                     | 0                     | 0                     | 3                             | 0                             | 0                             | 0                             | 22       | 2      | 0           | 0          |
| C. Kelly      | 21                      | 10                      | 1                       | 0                       | 1              | 3              | 0              | 0              | 2                     | 2                     | 0                     | 0                     | 6                             | 0                             | 1                             | 0                             | 30       | 15     | 2           | 0          |
| R. Lavelle    | 16                      | 1                       | 0                       | 0                       | 2              | 2              | 0              | 0              | 2                     | 2                     | 0                     | 0                     | 4                             | 0                             | 0                             | 0                             | 24       | 5      | 0           | 0          |
| V. Losada     | -                       | -                       | -                       | -                       | 2              | 1              | 0              | 0              | -                     | -                     | -                     | -                     | -                             | -                             | -                             | -                             | 2        | 1      | 0           | 0          |
| A. Mannion    | 3                       | 0                       | 0                       | 0                       | 0              | 0              | 0              | 0              | -                     | -                     | -                     | -                     | 1                             | 0                             | 0                             | 0                             | 4        | 0      | 0           | 0          |
| S. Mewis      | 17                      | 7                       | 1                       | 0                       | 2              | 2              | 0              | 0              | 3                     | 0                     | 0                     | 0                     | 6                             | 5                             | 0                             | 0                             | 28       | 14     | 1           | 0          |
| E. Morgan     | 12                      | 1                       | 0                       | 0                       | 2              | 0              | 0              | 0              | 4                     | 0                     | 0                     | 0                     | 5                             | 0                             | 0                             | 0                             | 23       | 1      | 0           | 0          |
| J. Park       | 9                       | 0                       | 0                       | 0                       | 2              | 0              | 0              | 0              | 4                     | 2                     | 0                     | 0                     | 2                             | 0                             | 0                             | 0                             | 17       | 2      | 0           | 0          |
| E. Roebuck    | 20                      | -13                     | 0                       | 0                       | 1              | 0              | 0              | 0              | 0                     | 0                     | 0                     | 0                     | 5                             | -5                            | 1                             | 0                             | 26       | -18    | 1           | 0          |
| J. Scott      | 7                       | 1                       | 0                       | 0                       | 2              | 0              | 0              | 0              | 4                     | 0                     | 0                     | 0                     | 1                             | 0                             | 0                             | 0                             | 14       | 1      | 0           | 0          |
| K. Shaw       | -                       | -                       | -                       | -                       | 2              | 3              | 0              | 0              | -                     | -                     | -                     | -                     | -                             | -                             | -                             | -                             | 2        | 3      | 0           | 0          |
| G. Stanway    | 21                      | 5                       | 1                       | 0                       | 3              | 1              | 0              | 0              | 4                     | 0                     | 0                     | 0                     | 6                             | 3                             | 1                             | 0                             | 34       | 9      | 2           | 0          |
| D. Stokes     | 10                      | 0                       | 0                       | 0                       | 2              | 0              | 1              | 0              | 2                     | 0                     | 1                     | 0                     | 2                             | 0                             | 1                             | 0                             | 16       | 0      | 3           | 0          |
| T. Toland     | -                       | -                       | -                       | -                       | -              | -              | -              | -              | -                     | -                     | -                     | -                     | -                             | -                             | -                             | -                             | -        | -      | -           | -          |
| K. Walsh      | 20                      | 2                       | 0                       | 0                       | 3              | 0              | 0              | 0              | 3                     | 0                     | 1                     | 0                     | 5                             | 0                             | 0                             | 0                             | 31       | 2      | 1           | 0          |
| C. Weir       | 20                      | 8                       | 0                       | 0                       | 4              | 0              | 0              | 0              | 2                     | 0                     | 0                     | 0                     | 6                             | 1                             | 1                             | 0                             | 32       | 9      | 1           | 0          |
| E. White      | 22                      | 10                      | 1                       | 0                       | 4              | 2              | 0              | 0              | 3                     | 0                     | 0                     | 0                     | 6                             | 3                             | 0                             | 0                             | 35       | 15     | 1           | 0          |
| A. Window     | 1                       | 0                       | 0                       | 0                       | -              | -              | -              | -              | 0                     | 0                     | 0                     | 0                     | -                             | -                             | -                             | -                             | 1        | 0      | 0           | 0          |